# Zabiele (gromada w powiecie szczycieńskim)
Zabiele – dawna gromada, czyli najmniejsza jednostka podziału terytorialnego Polskiej Rzeczypospolitej Ludowej w latach 1954–1972.
Gromady, z gromadzkimi radami narodowymi (GRN) jako organami władzy najniższego stopnia na wsi, funkcjonowały od reformy reorganizującej administrację wiejską przeprowadzonej jesienią 1954 do momentu ich zniesienia z dniem 1 stycznia 1973, tym samym wypierając organizację gminną w latach 1954–1972.
Gromadę Zabiele z siedzibą GRN w Zabielu utworzono – jako jedną z 8759 gromad na obszarze Polski – w powiecie szczycieńskim w woj. olsztyńskim na mocy uchwały nr 27 WRN w Olsztynie z dnia 4 października 1954. W skład jednostki weszły obszary dotychczasowych gromad Zabiele, Piecuchy, Czarkowy Grąd, Małdaniec i Ciemna Dąbrowa ze zniesionej gminy Szczytno oraz obszary dotychczasowych gromad Jesionowiec i Kołodziejowy Grąd wraz z miejscowościami Maliniak i Nowojowiec z dotychczasowej gromady Nowojowiec ze zniesionej gminy Wielbark w tymże powiecie. Dla gromady ustalono 9 członków gromadzkiej rady narodowej.
Gromadę zniesiono 1 stycznia 1960, a jej obszar włączono do gromad Wielbark (wsie Ciemna Dąbrowa, Zabiele, Jesionowiec, Kołodziejowy Grąd, Maliniak i Nowojowiec oraz leśniczówkę Nowe Dłutówko), Szczytno (wsie Czarkowy Grąd i Małdaniec oraz leśniczówki Lipnik i Ruski Bór) i Lipowiec (wieś Piecuchy) w tymże powiecie.